# Флавіан (Городецький)
Митрополит Флавіан (в миру Микола Миколайович Городецький; 26 липня 1840, Орел — 4 (17) листопада 1915, Київ) — український, грузинський та російський релігійний діяч. Єпископ Російської православної церкви (синодальної), митрополит Київський і Галицький. Духовний письменник.

## Біографія
Народився 26 липня 1840 в Орлі у дворянській родині. На четвертому році від народження він втратив батька, а на десятому — матір. Домашнє виховання отримав у будинку тітки. Середня освіта — в Орловській гімназії, куди вступив прямо в четвертий клас 1853 .
Навчався в Московському університеті і прийняв чернецтво.
Був начальником пекінської місії. Вивчивши китайську мову, Флавіан переклав нею «Пояснення православного богослужіння», ним самим складене, «Вказівку шляху в царство небесне» митрополита Московського Інокентія, «Короткий виклад християнської віри» прот. Волобуєва.
У 1884 році після повернення до Росії був зарахований до числа братії Олександро-Невської Лаври.
2 лютого 1885 хіротонізований на єпископа Аксайського, вікарія Донський єпархії, 29 червня того ж року переміщений на кафедру єпископа Люблінського, вікарія Холмсько-Варшавської єпархії.
У 1891 році призначений єпископом Холмсько-Варшавським (в 1892 році возведений в архієпископи), з 1898 року за 1901 році був екзархом Грузії.
З 10 листопада 1901 року — архієпископ Харківський і Охтирський.
З 8 грудня 1902 року — почесний член Київської духовної академії.
З 1 лютого 1903 року — митрополит Київський і Галицький і священно-архімандрит Києво-Печерської Успенської Лаври.
Помер 4 листопада 1915 від астми в Київсько-Печерській лаврі. Похований у Хрестовоздвиженському храмі на території монастиря.

## Твори
- Речь при встрече его в Киево-Софийском кафедральном соборе, 25 февраля 1903 года. «ТКДА» 1903, март, с. 1.
- Речь в Киево-Печерской Лавре 25 февраля 1907 г. «ТКДА» 1903, март, с. 5.
- «Послание пастырям Киевской епархии». «ТКДА» 1905, октябрь, с. 133.
- «Речи при вступлении царей в Киево-Софийский собор 29 августа 1911 года». "Приб. к «ЦВ» 1911, № 38, с. 1557.
- «Слово духовенству Киевской епархии». "Приб. к «ЦВ» 1914, № 33, с. 1447.
- «Речь, сказанная при вручении жезла новохиротонисанному епископу Каневскому Василию, первому викарию Киевской епархии 6 августа 1914 года». "Приб. к «ЦВ» 1914, № 34, с. 1499. «ТКДА» 1914, сентябрь-октябрь, с. 1.
- «Объяснение православного богослужения». Материалы для китайского словаря.
- Переводы на китайский язык:
- «Указания пути в Царство Небесное». Преосвящ. Иннокентия.
- «Краткое изложение христианской веры». Составлено прот. Н. Волубовым.